# Valea Satului (okręg Aluta)
Valea Satului – wieś w Rumunii, w okręgu Aluta, w gminie Vulpeni. W 2011 roku liczyła 200 mieszkańców. 